# Suberea fusca
Suberea fusca är en svampdjursart som först beskrevs av Carter 1880.  Suberea fusca ingår i släktet Suberea och familjen Aplysinellidae. Inga underarter finns listade i Catalogue of Life.